# Seznam generalov Konfederacije ameriških držav
Seznam generalov Konfederacije ameriških držav.

## A
James L. Alcorn - Edward Porter Alexander - Joseph R. Anderson - Richard H. Anderson - Lewis Addison Armistead - 

## B
William Beall - Pierre Gustave Toutant de Beauregard - Barnard E. Bee mlajši - Solon Borland - Braxton Bragg - Lawrence O'Bryan Branch - John C. Breckinridge - 

## C
William Lewis Cabell - Thomas James Churchill - Patrick Cleburne - Francis Cockrell - 

## D
Thomas Pleasant Dockery - 

## E
Jubal Anderson Early - Richard S. Ewell - 

## F
James Fleming Fagan - Nathan Bedford Forrest - 

## G
Richard Montgomery Gano - John Brown Gordon - Daniel Govan - Walter Gwynn - 

## H
Alexander Travis Hawthorn - Henry Heth - Ambrose Powell Hill - Daniel Harvey Hill - Thomas C. Hindman - John Bell Hood - Benjamin Huger - 

## I
John D. Imboden - 

## J
Stonewall Jackson - Albert Sidney Johnston - Bushrod Johnson - Albert Sidney Johnston - Joseph E. Johnston - William E. Jones - Thomas Jordan -

## L
James H. Lane - Walter P. Lane - Fitzhugh Lee - Robert Edward Lee - Stephen D. Lee - William Henry Fitzhugh Lee - James Longstreet -

## M
Benjamin McCulloch - Henry Eustace McCulloch - John B. Magruder - William Mahone - Lafayette McLaws - Evander McNair - Dandridge McRae - John Hunt Morgan - 

## O
Edward A. O'Neal - 

## P
John C. Pemberton - William Dorsey Pender - James Johnston Pettigrew - George Pickett - Albert Pike - Leonidas Polk - Sterling Price - 

## R
Stephen Dodson Ramseur - John Selden Roane - Robert E. Rodes - Albert Rust - 

## S
Raphael Semmes - Edmund Kirby Smith - James Ewell Brown Stuart - 

## T
William B. Taliaferro - James Camp Tappan - Isaac R. Trimble - 

## V
Earl Van Dorn - 

## W
Stand Watie - 